# Pervomaiski (Novoleuixkovskaia)
Pervomaiski - Первомайский (rus) - és un khútor del krai de Krasnodar, a Rússia. Es troba a la vora del riu Tikhonkaia, afluent del Txelbas. És a 16 km al sud de Pàvlovskaia i a 125 km al nord-est de Krasnodar.Pertany a la stanitsa de Novoleuixkovskaia.